# Кіс Юрій Іванович
Кіс Юрій Іванович (7 квітня 1962) — радянський плавець.
Призер Чемпіонату світу з водних видів спорту 1982 року.
Чемпіон Європи з водних видів спорту 1981 року.
Призер літньої Універсіади 1983 року.